# هاند أوف فيت
هاند أوف فيت (بالإنجليزية: Hand of Fate)‏ ، هي لعبة فيديو إلكترونية من نوع تقمص الأدوار، أنتجت سنة 2015م، وتعمل على أنظمة التشغيل العديدة ومنها بلاي ستيشن 4 وإكس بوكس ون ولينكس وغيره.

## مصدر
1. ↑  "Hand of Fate PS Vita Version Cancelled". PlayStation Lifestyle. 3 يوليو 2015. مؤرشف من الأصل في 2017-10-07.

## وصلة خارجية
- هاند أوف فيت على موقع IMDb (الإنجليزية)

- الموقع الرسمي